# Guerre d'indépendance bolivienne
La guerre d'indépendance de la Bolivie a commencé en 1809 avec la mise en place de juntes gouvernementales à Sucre et à La Paz, après la révolution de Chuquisaca et la révolution de La Paz. Ces juntes ont été vaincues peu de temps après et les villes sont tombées à nouveau sous le contrôle espagnol. La révolution de Mai de 1810 a évincé le vice-roi de Buenos Aires, qui a créé sa propre junte. Buenos Aires a envoyé trois campagnes militaires aux Charcas, dirigées par Juan José Castelli, Manuel Belgrano et José Rondeau, mais les royalistes ont finalement triomphé. Cependant, le conflit a dégénéré en une guerre de guérilla, la guerre des Republiquetas, empêchant les royalistes de renforcer leur présence. Après la défaite des royalistes du nord de l'Amérique du Sud par Simón Bolívar et Antonio José de Sucre, ce dernier mena une campagne qui devait définitivement battre les royalistes de Charcas lorsque le dernier général royaliste, Pedro Antonio Olañeta, a été tué et vaincu par ses propres forces qui ont fait défection lors de la bataille de Tumusla.
L'indépendance de la Bolivie a été proclamée le 6 août 1825.

## Le pouvoir colonial et les causes de la guerre
Charcas (la Bolivie moderne) est aussi parfois appelée le Haut-Pérou. Cette région est tombée sous l'autorité de la domination coloniale espagnole au XVIe siècle. Il était initialement placé directement sous le règne de la vice-royauté du Pérou. Toutefois, comme cet endroit s'est avéré trop éloigné pour une décision efficace, Phillip II a créé l'audience de Charcas, organe autonome relevant du vice-roi du Pérou. Ce gouvernement était composé d'oidores ou juges et d'un gouverneur avec le titre de président de l'Audiencia. L'Audiencia a été autorisée à prendre les décisions finales lorsqu'un vice-roi était indisponible ou absent. L'Audiencia était centrée sur Chuquisaca, qui a commencé comme une communauté autochtone et est devenue plus tard connue sous son nom de Sucre, issu de l'indépendance. C'était le centre de l'administration ainsi que des activités culturelles pour Charcas. L'archevêque de Charcas y a vécu et l'une des plus importantes universités de Bolivie a été fondée dans cette ville. Audiencia était un grand honneur pour les Charcas. Les Oidores venaient pour la plupart directement d'Espagne et avaient tendance à être très fiers, obligeant souvent tout le monde à s'incliner devant eux. Ils étaient aussi incroyablement ignorants des besoins et des problèmes des peuples. Au fur et à mesure que les colonies espagnoles se sont étendues au sud, la juridiction de l'Audiencia de Charcas s'est étendue à la Bolivie actuelle, mais également à l'Argentine, à l'Uruguay, au Paraguay et même à certaines régions du Pérou. En 1776, l'Audiencia de Charcas fut placée sous l'autorité du vice-roi de Buenos Aires dans la vice-royauté du Río de la Plata nouvellement créée et la plupart des échanges commerciaux furent transférés à Buenos Aires. Ce changement allait à l'encontre des désirs péruviens, car ils avaient voulu garder Charcas pour son énorme richesse dans les mines de Potosí. Au cours des décennies suivantes, le Pérou et le Rio de la Plata se disputèrent sans relâche la question des liens politiques et économiques avec Charcas. Le 25 mai 1809, les citoyens de Sucre ont participé à la première insurrection faisant partie du déclenchement de la guerre d'indépendance en Bolivie.
En 1784, les dirigeants espagnols créèrent le système d'intendance. Quatre centres d'intendance principaux ont été construits à La Paz, Cochabamba, Potosí et Chuquisaca. Ce système donnait autorité à quelques hommes, habiles et instruits, directement responsables devant le roi d'Espagne. Ce système a été mis en place pour augmenter les revenus et pour mettre fin aux problèmes spécifiques résultant de l'utilisation abusive d'autres autorités. Le système a par conséquent limité le pouvoir de l'Audiencia.
Le peuple bolivien a été divisé en trois catégories principales : les Criollos, les Mestizos et la population autochtone. Les Peninsulares, qui étaient des personnalités influentes venues d'Espagne pour occuper une position de leader dans l'Église ou le gouvernement, dans l'une des colonies espagnoles, exerçaient une autorité sur toutes ces populations. Tout le reste de la population bolivienne avait un statut social inférieur à cette classe d'élite. Les Criollos étaient des gens d'origine espagnole pure nés en Amérique latine. Les Criollos enviaient le pouvoir détenu par les Peninsulares et cette attitude faisait partie des fondements de la raison de la guerre d'indépendance. Sous les Criollos, les Métis étaient un mélange d'ascendance espagnole et autochtone. La principale raison pour laquelle ces deux peuples se sont mélangés était à cause du manque de femmes espagnoles dans la région. Enfin, au bas de la hiérarchie se trouvait la plus grande classe sociale, le peuple autochtone, qui parlait principalement l'aymara et le quechua. Ces gens ne savaient souvent pas ce qui se passait politiquement dans le pays, mais ils offraient une importante force de combat pour les patriotes et les royalistes en guerre. Néanmoins, lors de la guerre d'indépendance, ils se révélèrent très imprévisibles et allaient parfois faire appel à l'armée lors de toute provocation. Ces personnes se battraient généralement pour qui que ce soit qui contrôlait cette zone, qu'il s'agisse de loyalistes, de patriotes ou de royalistes. La plupart du temps, c'était les Republiquetas qui contrôlaient les zones rurales où vivaient les autochtones. Bien qu'ils se battent pour qui que ce soit, ces gens ont favorisé les patriotes parce qu'ils étaient en partie indigènes, alors que les autres armées étaient d'origine espagnole. La véritable intention des peuples autochtones était de rétablir l'Empire inca et souhaitait ainsi une forme de gouvernement différente de celle des trois autres groupes. Ces groupes se sont tous contentés de l'aide des indigènes pour gagner la guerre, mais aucune armée n'a jamais songé à libérer ces peuples.
L'indépendance n'était pas une idée nouvelle dans l'esprit des Charcas. Ce concept avait commencé à s'enraciner bien avant et déjà des signes de mécontentement vis-à-vis de la forme de gouvernement actuelle commençaient à apparaître. Les individus de chaque classe de la population bolivienne étaient devenus insatisfaits, les Criollos, les Mestizos, ainsi que les peuples autochtones. Ils ressentaient tous les effets de l'augmentation des taxes espagnoles et des restrictions commerciales. Les rébellions indigènes ont commencé en 1730 à Cochabamba et d'autres ont suivi dans les décennies à venir. Bien que la plupart des gens étaient mécontents, les différentes classes sociales n'étaient pas unifiées pour résoudre le dilemme. Les indigènes voulaient se débarrasser de tout le peuple espagnol et créer une utopie andine laquelle, comme les Criollos, désiraient simplement être plus libres de l'Espagne. Les Criollos étaient très racistes contre la population autochtone et ces groupes de deux peuples ne s'étaient jamais vraiment unis contre l'Espagne.
De nombreuses idées révolutionnaires ont été diffusées depuis l'Université de Chuquisaca. Au début des années 1780, plusieurs étudiants de l'université distribuèrent des brochures à Charcas. Celles-ci ont été écrites contre les autorités espagnoles et les fonctionnaires étaient même appelés voleurs.Les idées d'indépendance découlaient vraiment d'Aquin, un Père de l'Église, qui écrivait sur la politique. Il a enseigné que si un dirigeant est cruel et tyrannique, le peuple a le droit de se rebeller et de lutter contre son propre gouvernement. Le souverain doit être sous le pape, ainsi le peuple peut se rebeller contre le roi mais pas contre Dieu. Il n'y avait pas un seul chef principal des révolutionnaires ou des radicaux. Néanmoins, trois hommes principaux étaient influents dans ce cercle, Jaime Zudañez, Manuel Zudañez et Bernardo Monteagudo. Jaime Zudañez faisait partie de l'Audiencia du département de la défense des pauvres. Il essaierait d'influencer les décisions prises par Audiencia et personne ne soupçonnait son comportement de trahison. Manuel Zudeñez, son frère, faisait également partie du gouvernement et occupait un poste important à l'université de Chuquisaca. Enfin, Bernardo Monteagudo était un écrivain issu d'une famille pauvre, mais il a eu un impact sur la population à travers ses campagnes de rumeurs. Ces trois hommes étaient favorables à la suppression du président Ramón García León de Pizarro.

## Les Juntes de 1809
Pendant la guerre péninsulaire qui a eu lieu en Espagne, Charcas (aujourd'hui la Bolivie) a suivi de près les informations parvenues décrivant l'évolution rapide de la situation politique en Espagne, qui a conduit la péninsule à une quasi anarchie. Le sentiment d'incertitude était renforcé par le fait que la nouvelle de la mutinerie d'Aranjuez du 17 mars et de l'abdication du 6 mai 1808 de Ferdinand VII au profit de Joseph Bonaparte étaient arrivées à un mois d'intervalle, respectivement les 21 août et 17 septembre. Dans la confusion qui a suivi, diverses juntes espagnoles et portugaises, la princesse Carlotta, sœur de Ferdinand VII, au Brésil, ont revendiqué l'autorité sur les Amériques.
Le 11 novembre, le représentant de la Junte de Séville, José Manuel de Goyeneche, est arrivé à Chuquisaca, après s'être arrêté à Buenos Aires, avec pour instructions de faire reconnaître à Charcas l'autorité de la Junte de Séville. Il a également apporté avec lui une lettre de la princesse Carlotta lui demandant de reconnaître son droit de gouverner en l'absence de son frère. Le président-intendant Ramón García León de Pizarro, soutenu par l'archevêque de Chuquisaca Benito María de Moxó et Francolí, était enclin à reconnaître la Junte de Séville, mais l'Audiencia de Charcas, essentiellement péninsulaire, dans sa fonction de conseil privé du président le vrai acuerdo), a estimé qu'il serait hâtif de reconnaître l'un ou l'autre. Un poing lutte presque rompu entre le haut oidor et Goyeneche sur la question, mais l'opinion de oidores a prévalu. Les radicaux ou révolutionnaires ont appuyé la décision de l'Audiencia car elle confiait davantage le pouvoir à la population de l'Amérique latine et qu'il s'agissait d'une scission "temporaire" avec l'Espagne pendant cette période de tribulations sur son territoire. Au cours des semaines suivantes, García León et Moxó devinrent convaincus que reconnaître Carlotta était peut-être le meilleur moyen de préserver l'unité de l'empire, mais cela était impopulaire auprès de la majorité des Charcasviens et de l'Audiencia. Le président et l'archevêque sont devenus très impopulaires auprès des oidores, car l'archevêque a informé la population de chaque nouvelle en provenance d'Espagne. L'Audiencia a voulu dissimuler l'information afin de ne pas reconnaître ses propres faiblesses. Pendant ce temps, l'Église catholique de Charcas s'est séparée de l'Audiencia à cause de la tension entre Moxó et les Oidores.

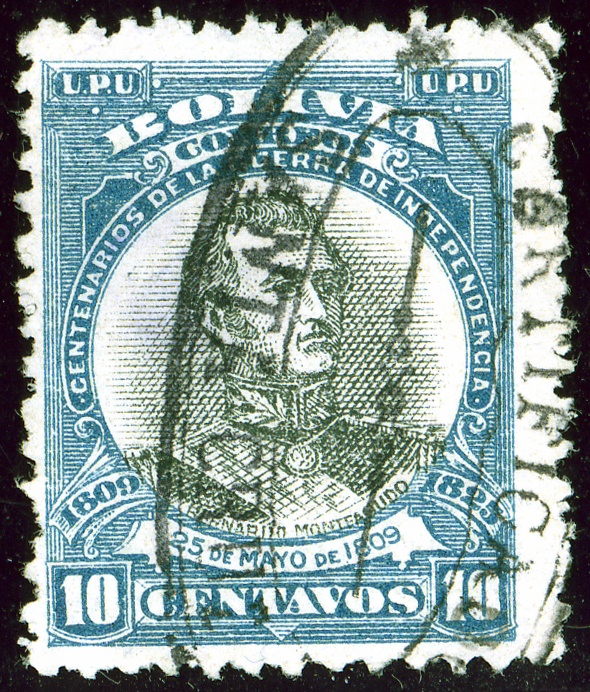
100 ans de lutte pour l'indépendance : le 25 mai 1809 sur un timbre commémoratif.

Le 26 mai 1809, les Audiencia oidores ont reçu des rumeurs selon lesquelles García León de Pizarro avait l'intention de les arrêter afin de reconnaître Carlotta. L'Audiencia a décidé que la situation était devenue tellement anarchique à Charcas et dans la péninsule, que Charcas devait prendre le gouvernement entre ses mains. Il a destitué García León de Pizarro de ses fonctions et s'est transformé en une junte militaire qui gouvernait au nom de Fernando, tout comme les villes et les provinces l'avaient fait en Espagne un an auparavant. Une deuxième junte a été créée à La Paz le 16 juillet par Criollos, qui a repris la caserne locale et a destitué à la fois l'intendant et l'évêque de La Paz. La junte de La Paz a clairement rompu avec toute autorité en Espagne et avec les autorités de Buenos Aires,. José de la Serna, vice-roi espagnol à Lima, dépêche cinq mille soldats dirigés par nul autre que Goyeneche, devenu président de l'Audiencia à Cuzco. Les rebelles ont été vaincus et les dirigeants du mouvement ont été pendus ou condamnés à une longue peine d'emprisonnement. l'Audiencia devait implorer sa pitié et conclure un accord avec les royalistes pour que la ville de Chuquisaca ne soit pas laissée en ruine par l'armée. Cette rébellion a été stoppée, mais l'aspiration à la liberté était loin d'être éteinte. Après que Buenos Aires ait établi avec succès une junte en mai 1810, Charcas passa sous le contrôle de la vice-royauté du Pérou et réussit à repousser plusieurs tentatives pour la reprendre militairement.
Les Peninsulares avaient des opinions très divisées quant à la forme de gouvernement qui leur convenait le mieux et aux revendications espagnoles véritablement vraies. Elles ont donc inconsciemment laissé la possibilité à d'autres groupes de prendre des initiatives pour l'avenir de Charcas. Les Criollos étaient enthousiasmés par cette rupture entre le président et l'Audiencia car c'était une excellente occasion d'obtenir le pouvoir dont ils avaient toujours rêvé, mais qu'ils n'avaient jamais obtenu à cause du gouvernement espagnol. Ces Criollos de la classe supérieure ont été divisés en trois sections principales. Le premier était très influencé par les Peninsulares et ne souhaitait donc rien changer. Le deuxième secteur souhaitait un gouvernement indépendant. Le dernier groupe était composé des radicaux qui souhaitaient un gouvernement indépendant, non seulement pour atteindre cet objectif, mais pour instaurer des réformes sociales plus profondes. Les Criollos de la classe moyenne ainsi que les Métis n'ont pas activement participé à l'expression de leurs opinions, car ils manquaient de leadership, mais étaient très attentifs à tout ce qui se passait pendant la guerre.

## Lesrepubliquetas
De 1810 à 1824, l'idée de l'indépendance est restée vivante grâce à six groupes de guérillas qui se sont formés dans l'arrière - pays de Charcas. Les zones qu'elles contrôlaient sont appelées republiquetas ("républiquettes" ou "petites républiques") dans l'historiographie de la Bolivie. Les republiquetas étaient situés dans la région du lac Titicaca, Mizque, Vallegrande, Ayopaya, la campagne autour de Sucre, la région méridionale près de l'Argentine d'aujourd'hui et Santa Cruz de la Sierra. Les républiquettes étaient dirigées par des caudillos dont le pouvoir reposait sur leur personnalité et leur capacité à remporter des engagements militaires. Cela leur a permis de créer des quasi-États qui ont attiré des adeptes variés, allant des exilés politiques des principaux centres urbains aux voleurs de bétail et à d'autres membres marginaux de la société Criollo et Mestizo. Ces republiquetas du Criollo et du Mestizo se sont souvent alliées aux communautés indiennes locales, bien qu'il n'ait pas toujours été possible de maintenir la loyauté des autochtones, leurs intérêts matériels et politiques ayant souvent éclipsé l'idée d'indépendance régionale. En fin de compte, les republiquetas n'ont jamais eu la taille ni l'organisation voulues pour instaurer l'indépendance de Charcas, mais ont maintenu une impasse de quinze ans avec les régions royalistes, tout en bloquant les tentatives de Buenos Aires de contrôler la région. La plupart de ces quasi-États étaient si isolés qu'ils ne savaient pas que les autres existaient même.
À l'époque de la Republiquetas, les radicaux argentins avaient réussi à obtenir l'indépendance du pays le 25 mai 1810. Depuis que Charcas a été inclus dans la vice-royauté de Río de la Plata, les radicaux étaient également intéressés par la libération de Charcas. Les citoyens de Charcas ont manifesté leur soutien à cet égard par le biais d'un soulèvement contre les royalistes. Trois armées ont été envoyées d'Argentine de 1810 à 1817. La première armée envoyée était dirigée par Juan José Castelli. Après sa victoire, il arrêta le président de l'Audiencia, l'intendant de Potosí, ainsi qu'un général royaliste. Le peuple a protesté contre cet acte parce que les gens étaient respectés dans la communauté même s'ils étaient du côté opposé. Castelli n'a pas écouté leur plaidoyer mais les a exécutés quand même car ils ne se seraient pas soumis à l'Argentine. L'armée argentine a pillé, volé, tué et maltraité les citoyens de Potosí. Ils ont non seulement manqué de respect envers les femmes, mais ils ont également tué ceux qui avaient tenté d'arrêter ce comportement. Finalement, ils sont partis à la conquête de Chuquisaca. Castelli allait de ville en ville à Charcas, libérant le peuple des forces royalistes, tout en détruisant les villes et en maltraitant ses citoyens. Malgré tout cela, il a essayé de faire des réformes pour libérer les indigènes et améliorer leur qualité de vie. Il est finalement arrivé à la frontière de la vice-royauté de Lima et s'est arrêté et a conclu un traité avec Goyeneche, mais il n'a pas respecté le traité et a continué à s'étendre. Par conséquent, le 20 juin 1811, Goyeneche attaqua l'armée de Castelli, la forçant à s'enfuir en Argentine. Ils ont été contraints de contourner Oruro et d'autres villes parce que leurs habitants voulaient se venger des ennuis qu'ils avaient causés. Goyeneche ne poursuivit pas l'armée de Castelli, mais s'arrêta et prit soin de tous les blessés. Castelli néanmoins, a finalement été chassé du pays et les royalistes ont pris le contrôle. Deux autres armées auxiliaires d'Argentine ont suivi, mais les deux ont finalement été vaincues.
Les régions de Charcas qui sont restées sous le contrôle royaliste ont élu un représentant aux Cortes espagnoles, Mariano Rodríguez Olmedo, qui a servi du 4 mai 1813 au 5 mai 1814. Rodríguez Olmedo était un représentant conservateur, signataire de la demande de 1814 intitulée "Manifiesto de los Persas" ("Manifiesto de los Persas"), adressée par septante délégués de Cortes à Ferdinand VII pour révoquer la Constitution espagnole de 1812.

## Indépendance consolidée
Simón Bolívar, considéré par certains comme le Napoléon d'Amérique du Sud et José de San Martín s'efforçaient de libérer les territoires environnants d'Amérique latine. San Martín, originaire d'Argentine avait libéré le Chili avant de s'installer au Pérou. San Martín pensait que pour éliminer complètement la domination espagnole en Amérique latine, il fallait vaincre les royalistes au Pérou. Charcas étant alors sous la vice-royauté de Lima, la libération du Pérou entraînerait également la libération de Charcas. C'est pourquoi, convaincu que, tant que l'Espagne contrôlerait les mers, elle aurait un pied sur le continent, il créa une flotte dirigée par Lord Cochrane, qui avait rejoint le service chilien en 1819. Martín s'empare de Lima en juillet 1821 et déclare l'indépendance du Pérou. Là, Martín a rencontré beaucoup de résistance de la part des royalistes qui sont restés. Au cours de cette période, son armée a commencé à s'effondrer à cause de la maladie et des soldats ont abandonné l'armée. Martín n'avait d'autre choix que de demander l'aide de Bolívar. Bien que Bolívar et Martín se soient rencontrés, ils n'ont pas pu se mettre d'accord sur la forme de gouvernement qui devrait être mise en place pour les pays libérés. Ils se sont donc séparés pour le moment. Martín est rentré au Pérou pour faire face à une révolution à Lima qui avait commencé parce que les hommes laissés derrière étaient incapables de gouverner le pays. Il a démissionné de son poste de protecteur du Pérou, découragé. Bolívar était convaincu qu'il était de son devoir de débarrasser le continent des Espagnols et se rendit donc à Lima. À son arrivée le 1er septembre 1823, il prit immédiatement le commandement.
La lutte pour l'indépendance a pris un nouvel élan après la bataille d'Ayacucho, le 9 décembre 1824, au cours de laquelle une armée combinée de 5 700 soldats colombiens et péruviens sous le commandement d'Antonio José de Sucre a vaincu l'armée royaliste de 6 500 soldats et capturé son chef, José de la Serna.
Cependant, il restait encore des armées royalistes, qui constituaient le fief d'El Callao et l'armée du général Olañeta à Charcas. L'armée à El Callao fut facilement vaincue mais l'armée d'Olañeta s'avéra plus difficile. Selon des rumeurs, Olañeta aurait projeté de livrer Charcas au Brésil en 1824 afin de maintenir le pays sous contrôle espagnol. Il avait demandé au Brésil d'envoyer une armée. Cependant, le gouverneur du Brésil a refusé de s'impliquer. Bolívar et San Martín souhaitaient tous deux conclure un accord avec Olañeta, car il les avait aidés dans la bataille d'Ayacucho. Antonio José de Sucre, le général le plus couronné de succès de Bolívar, ne faisait pas confiance à Olañeta. Malgré son plan de paix, il commença à occuper Charcas. Sucre se prépara à persuader ce général royaliste, soit par des œuvres, soit par la force. Bolívar a supposé que Olañeta prendrait beaucoup de temps pour décider quoi faire et a prévu de se rendre à Charcas pendant cette période. Cependant, Olañeta avait prévu une autre attaque soudaine. Sucre a invité les hommes de Charcas à le rejoindre et en janvier 1825, un grand nombre d'hommes de l'armée d'Olañeta l'ont abandonné et ont rejoint Sucre. Le 9 mars, Sucre avait réussi à capturer tous les généraux royalistes, à l'exception d'Olañeta. Pourtant, ce farouche général a refusé de se rendre. Finalement, le 13 avril, les forces de la partie Olañeta rejoignirent les patriotes et se mutinèrent. Pedro Antonio Olañeta a été mortellement blessé dans la bataille qui a suivi. Enfin, l'Espagne avait abandonné son emprise sur l'Amérique du Sud, les dernières batailles se déroulant à Charcas.
Antonio José de Sucre a appelé cette ville le « berceau de l'indépendance américaine ». La raison de cette déclaration était que La Paz était le premier lieu d'assassinat pour le désir d'indépendance et que, des décennies plus tard, les dernières forces royalistes avaient été vaincues. Ce qui reste des forces royalistes s'est dissous à cause de la mutinerie et de la désertion. Le 25 avril 1825, Sucre entra à Chuquisaca, qui avait été la plaque tournante de la domination espagnole. Les citoyens de la ville se réjouirent, rassemblant le long de la route. Le conseil municipal, le clergé et les étudiants universitaires se sont tous rassemblés au bord de Chuquisaca pour saluer Sucre. Les gens allèrent même jusqu'à préparer un char romain tiré par douze jeunes filles vêtues de bleu et de blanc pour attirer Sucre au cœur de la ville.
Antonio José de Sucre a convoqué une réunion le 10 juillet à Chuquisaca pour décider du sort du pays de Charcas. Le comité pouvait choisir parmi trois options. Charcas pourrait s'unir à l'Argentine, au Pérou ou devenir indépendant. Bolívar souhaitait que Charcas s'unisse au Pérou ; cependant, le conseil était en faveur de devenir une nation indépendante. Bien qu'ils n'aient pas tous voté pour cela, ils ont tous signé la déclaration d'indépendance le 6 août 1825. Bien que personne ne conteste que la Bolivie ait été nommée d'après Bolívar, il existe des divergences d'opinions sur les raisons pour lesquelles cela s'est réellement passé. Certains historiens disent que c'est parce que le peuple craignait que Bolívar soit contre le vote car Bolívar voulait que Charcas rejoigne le Pérou. À cause de cela, ils ont nommé le pays nouvellement formé après lui pour l'apaiser. La population bolivienne célèbre toujours l'anniversaire de Bolívar comme une fête nationale pour lui rendre hommage. Bolívar a été président pendant cinq mois, période au cours de laquelle il a réduit les impôts et réformé l'organisation foncière pour venir en aide à la population autochtone. Il a quitté Sucre en tant que président à son retour pour gouverner le Nord. Antonio José de Sucre a tenté de réduire les impôts que les autochtones ont été forcés de payer. Cependant, ce plan échoua car sans cela, il ne pourrait pas soutenir l'armée de la Grande Colombe qui empêcha les Argentins d'envahir à nouveau la Bolivie. Ainsi, le système est resté en place.
À partir de ce moment-là, les élites locales ont dominé le congrès et bien qu'elles aient soutenu les efforts de Sucre, elles se sont émues de penser qu'une armée de grande taille resterait au pays. Après une tentative d'assassinat, Sucre démissionna de la présidence bolivienne en avril 1828 et retourna au Venezuela. Le Congrès bolivien a élu Andrés de Santa Cruz, natif de La Paz, à la présidence. Santa Cruz avait été un ancien officier royaliste, avait été sous les ordres de José de San Martín après 1821, puis de Sucre en Équateur, et avait été président du Pérou de 1826 à 1827. Santa Cruz est arrivé en Bolivie en mai 1829 et a pris ses fonctions. L'indépendance n'a pas fourni la solidarité à la nation. Six décennies plus tard, le pays avait des institutions gouvernantes faibles et courtes.

## Brève annexion par la province du Mato Grosso
L'Espagne, qui trahit le Portugal en 1807 (son allié jusque-là) pour s'allier avec la France, se vit trahie par Napoléon, qui emprisonna la famille royale espagnole et nomma son frère, José Bonaparte, roi d'Espagne, titre non reconnu par la population qui résista à l'occupation française. Ainsi, avec le vide politique créé par l'absence de son roi, c'est-à-dire par l'absence d'un gouvernement central, l'empire espagnol a commencé à se démanteler.
Les mouvements d'indépendance ont commencé à se manifester dans toute l'Amérique hispanique, propageant la guerre et le chaos. Face à cette sensation d'insécurité et craignant le chaos, les trois gouverneurs des départements espagnols du Haut-Pérou (déjà menacés par les troupes du général Antonio José de Sucre et de Simon Bolivar) se réunirent à Cuiaba (Capitale de la capitainerie du Mato Grosso / Brésil) et a sollicité le gouverneur qu'il intercédait auprès du prince régent Dom Pedro (qui allait bientôt être couronné sous le nom de Dom Pedro I, empereur du Brésil), afin que le Royaume-Uni de Portugal, du Brésil et des Algarves annexe ces territoires, cherchant à épargner sa population du massacre et du chaos.
Immédiatement, le gouverneur de Mato Grosso a envoyé des troupes sous sa capitainerie dans le Haut-Pérou, bloquant l'avancée de Bolivar et de Sucre, et a envoyé une lettre à Dom Pedro pour l'informer de l'envoi de troupes et de la sollicitation des autorités du Haut-Pérou (qui deviendra plus tard la Bolivie). Lettre qui n'a été reçue par Dom Pedro I qu'en novembre 1822, alors que le Brésil était déjà une nation indépendante. En outre, Bolivar et Sucre ont été plus rapides et ont envoyé des représentants à la ville de Rio de Janeiro, qui a précédé la lettre du gouverneur. De cette façon, lorsque le prince régent a reçu la lettre, il avait déjà décidé de ne pas annexer le Haut-Pérou, rejetant la sollicitation des gouverneurs de la région et ordonnant que les troupes en soient retirées.
Dom Pedro I a ainsi quitté la région du Haut-Pérou (la Bolivie moderne) à sa propre initiative, ce qui a abouti à l'invasion des troupes Bolivar et Sucre et à l'indépendance de la Bolivie par l'Espagne.
Il est clair qu'à ce moment-là, Dom Pedro I était plus inquiet en vainquant la résistance des troupes libérales portugaises sur le sol brésilien, garantissant l'unité brésilienne. Cependant, sans cette décision, le territoire bolivien aurait pu être intégré au Brésil.

## Voir également
- Histoire de la Bolivie
- Liste des guerres impliquant la Bolivie
- Confédération Pérou-Bolivie, 1836-1839
- Guerres d'indépendance hispano-américaines